# Dangerous (chanson de Cascada)
Pour les articles homonymes, voir Dangerous.
Singles de Cascada
Fever
(2009) Pyromania
(2010)
Pistes de Evacuate the Dancefloor
Breathless Why You Had To Leave
Dangerous est le troisième single extrait de l'album Evacuate the Dancefloor du groupe Cascada. 
Natalie Horler était le 30 septembre 2009 en France à Paris pour une interview radio dans laquelle on apprend que Dangerous sera le deuxième single pour la France.

## Clip vidéo
Le single Dangerous a fait l'objet d'un clip vidéo, filmé en août 2009. vu la première fois sur YouTube le 18 août 2009.

## Promotion
Natalie Horler participe au "National Lottery Euromillions Draw" sur "BBC One" le 18 septembre 2009, où elle chante Dangerous en live.

## Singles

### Royaume-Uni
| - CD Single 1. Dangerous (Radio Edit) 2. Dangerous (Cahill Radio Edit) - CD Promo 1. Dangerous (Radio Edit) 2. Dangerous (Wideboys Radio Mix) 3. Dangerous (Cahill Remix Edit) 4. Dangerous (N-Force Edit) 5. Dangerous (Darren Styles Radio Edit) 6. Dangerous (Fugitives Single Mix) 7. Dangerous (Extended Mix) 8. Dangerous (Wideboys Stadium Mix) 9. Dangerous (Cahill Remix) 10. Dangerous (N-Force Club Mix) 11. Dangerous (Darren Styles Remix) 12. Dangerous (Immerze Mix) 13. Dangerous (Fugitives Special Dance Mix) 14. Dangerous (Wideboys Stadium Dub) | - Téléchargement (Amazon MP3/Musicload) 1. Dangerous (Original Mix) 2. Dangerous (Version Piano) - Téléchargement (Amazon MP3) 1. Dangerous (Radio Edit) 2. Dangerous (Cahill Radio Edit) 3. Dangerous (Original Mix) 4. Dangerous (Wideboys Remix) 5. Dangerous (N-Force Remix) 6. Dangerous (Immerze Remix) 7. Dangerous (Cahill Remix) - iTunes EP 1. Dangerous (Radio Edit) 2. Dangerous (Cahill Radio Edit) 3. Dangerous (Wideboys Remix) 4. Dangerous (Original Mix) 5. Evacuate the Dancefloor (Unplugged Acoustic Mix) |  |

### Pays-Bas
- iTunes EP[8]

1. Dangerous (Radio Mix)
2. Dangerous (Cahill Radio Edit)
3. Dangerous (Wideboys Radio Mix)
4. Dangerous (Fugitive Radio Mix)
5. Dangerous

### Classements des ventes
| Pays        | Meilleure position |
| ----------- | ------------------ |
| Finlande    | 19                 |
| Pays-Bas    | 99                 |
| Royaume-Uni | 67                 |
| Slovaquie   | 32                 |